# Ржавець (Бузулуцький район)
Ржа́вець (рос. Ржавец) — селище у складі Бузулуцького району Оренбурзької області, Росія.

## Населення
Населення — 51 особа (2010; 112 у 2002).
Національний склад (станом на 2002 рік):
- росіяни — 91 %